# Handan
Handan (forenklet kinesisk: 邯郸; traditionel kinesisk: 邯鄲; pinyin: Hándān) er en kinesisk storby og by på præfekturniveau i den sydlige del af provinsen Hebei i Folkerepublikken Kina. Præfekturet har et areal på 12,000 km2, og befolkningen anslås til 8,5 millioner mennesker (2004), hvoraf 1.39 millioner bor i selve byen Handan.
Byen har i dag stålindustri og kulmineier. 

## Administrativ inddeling
Bypræfekturet Handan har jurisdiktion over 3 distrikter (区 qū), et minedistrikt (矿区 kuàngqū), et byamt (市 shì) og 14 amter (县 xiàn).
| Kort             | Kort                   | Kort     | Kort             | Kort                   | Kort        | Kort               |
| ---------------- | ---------------------- | -------- | ---------------- | ---------------------- | ----------- | ------------------ |
| Kort over Handan |                        |          |                  |                        |             |                    |
| #                | Navn                   | Hanzi    | Pinyin           | Befolkning (2004 est.) | Areal (km²) | Tæthed (indb./km²) |
| Distrikter       |                        |          |                  |                        |             |                    |
| 1                | Congtai                | 丛台区   | Cóngtái Qū       | 330 000                | 28          | 11 786             |
| 2                | Hanshan                | 邯山区   | Hánshān Qū       | 310 000                | 32          | 9 688              |
| 3                | Fuxing                 | 复兴区   | Fùxīng Qū        | 250 000                | 37          | 6 757              |
| 4                | Fengfeng gruvedistrikt | 峰峰矿区 | Fēngfēng Kuàngqū | 500 000                | 353         | 1 416              |
| Byamter          |                        |          |                  |                        |             |                    |
| 5                | Wu'an                  | 武安市   | Wǔ'ān Shì        | 720 000                | 1 806       | 399                |
| Amter            |                        |          |                  |                        |             |                    |
| 6                | Handan                 | 邯郸县   | Hándān Xiàn      | 400 000                | 522         | 766                |
| 7                | Linzhang               | 临漳县   | Línzhāng Xiàn    | 590 000                | 744         | 793                |
| 8                | Cheng'an               | 成安县   | Chéng'ān Xiàn    | 370 000                | 485         | 763                |
| 9                | Daming                 | 大名县   | Dàmíng Xiàn      | 750 000                | 1 052       | 713                |
| 10               | She                    | 涉县     | Shè Xiàn         | 390 000                | 1 509       | 258                |
| 11               | Ci                     | 磁县     | Cí Xiàn          | 640 000                | 1 035       | 618                |
| 12               | Feixiang               | 肥乡县   | Féixiāng Xiàn    | 310 000                | 496         | 625                |
| 13               | Yongnian               | 永年县   | Yǒngnián Xiàn    | 860 000                | 898         | 958                |
| 14               | Qiu                    | 邱县     | Qiū Xiàn         | 200 000                | 448         | 446                |
| 15               | Jize                   | 鸡泽县   | Jīzé Xiàn        | 250 000                | 337         | 742                |
| 16               | Guangping              | 广平县   | Guǎngpíng Xiàn   | 250 000                | 320         | 781                |
| 17               | Guantao                | 馆陶县   | Guǎntáo Xiàn     | 290 000                | 456         | 636                |
| 18               | Wei                    | 魏县     | Wèi Xiàn         | 810 000                | 862         | 940                |
| 19               | Quzhou                 | 曲周县   | Qǔzhōu Xiàn      | 410 000                | 667         | 615                |

## Historie
Arkæologiske fund viser at byens historie går tilbage til første del af Shang-dynastiet. Den var under De stridende staters tid i det 4. og 3. århundrede f.Kr. hovedstad for oldtidsstaten Zhào (趙). 
Byen blev erobret af Qin efter at så godt som hele Zhao var blevet annekteret af Qin (med undtagelse af Dai-kommandanturet). Qin Shi Huang beordrede under et besøg i byen at alle hans mors fjender skulle begraves levende.

## Trafik

### Jernbane
Jingguangbanen, som er toglinjen mellem Beijing i nord og Guangzhou i syd, har stoppested her. Denne stærkt trafikerede jernbanelinje passerer blandt andet også Zhengzhou, Wuhan, Changsha og Shaoguan. 

### Veje
Kinas rigsvej 107 fører gennem området. Den løber fra Beijing til Shenzhen (ved Hongkong), og passerer også provinshovedstæderne Shijiazhuang, Zhengzhou, Wuhan, Changsha og Guangzhou.

## Personer fra Handan
- Qin Shi Huang († 210 fvt.), keiser, født i Handan
- Huang Hua, politiker i politbureauets stående komite († 2010)
- Feng Jianming (1963-), forfatter, født i Handan